# Loriculus
Genre
Les coryllis ou loricules sont des oiseaux du genre Loriculus et de la famille des Psittaculidae. Les 14 espèces qui constituent le genre, sont originaires du sud est de l'Asie. La sous-famille des Loriculinae est monotypique.

## Liste des espèces
Selon la classification de référence du Congrès ornithologique international (15.1, 2025) (ordre phylogénique) :
- Loriculus vernalis – Coryllis vernal
- Loriculus beryllinus – Coryllis de Ceylan
- Loriculus philippensis – Coryllis des Philippines
- Loriculus camiguinensis – Coryllis de Camiguin
- Loriculus bonapartei – Coryllis de Bonaparte
- Loriculus galgulus – Coryllis à tête bleue
- Loriculus stigmatus – Coryllis des Célèbes
- Loriculus amabilis – Coryllis des Moluques
- Loriculus sclateri – Coryllis des Sula
- Loriculus catamene – Coryllis des Sangir
- Loriculus aurantiifrons – Coryllis à front orange
- Loriculus tener – Coryllis des Bismarck
- Loriculus exilis – Coryllis vert
- Loriculus pusillus – Coryllis à gorge jaune
- Loriculus flosculus – Coryllis de Wallace